# نيكولا مادسن
نيكولا مادسن (بالدنماركية: Nicolas Madsen)‏ هو لاعب كرة قدم دنماركي في مركز الوسط، ولد في 17 مارس 2000 في الدنمارك في مملكة الدنمارك. لعب مع نادي ميتييلاند.

## وصلات خارجية
- نيكولا مادسن على موقع قاعدة بيانات كرة القدم.إي يو (الإنجليزية)
- نيكولا مادسن على موقع Soccerway.com (الإنجليزية)
- نيكولا مادسن على موقع عالم كرة القدم.نت (الإنجليزية)